# Apollo Records
Apollo Records es una subdivisión del sello discográfico belga R&S Records dedicada a la música ambient.

## Discografía seleccionada

### Álbumes
- Apollo Compilation - Volume 1 - "File Under Ambient"
- Biosphere - Microgravity
- Aphex Twin - Selected Ambient Works 85-92
- In-Existence - Moonwater
- The Irresistible Force - The Irrisistible Force
- Robert Leiner - Visions Of The Past
- Biosphere - Patashnik
- The Fires Of Ork - The Fires Of Ork
- Locust - Weathered Well
- Jam & Spoon - Tripomatic Fairy Tales 2002
- Tournesol - Kokotsu
- Uzect Plaush - More Beautiful Human Life!
- Apollo 2 - The Divine Compilation
- Cabaret Voltaire - The Conversation
- Locust - Natural Composite
- Sketch - Reasons To Sway
- Manna - Manna
- Sun Electric - 30.7.94 Live
- Locust - Truth Is Born Of Arguments
- Subsurfing - Frozen Ants
- Locust - Morning Light
- Sun Electric - Present
- Manna - 5:1
- Drum Island - Drum Island
- John Beltran - Moving Through Here
- David Morley - Tilted
- DJ Krush & Toshindri Kondo - Ki-Oku
- Sun Electric - Via Nostra
- Thomas Fehlmann - Good Fridge (Flowing Ninezeronineight)
- Mark Van Hoen - Playing With Time
- Kondo / Bernocchi / Laswell - Charged
- Thomas Fehlmann - OneToThree
- Afronaught - Shapin Fluid
- Dynamoe - Jump Start